# 比维尔拉里维耶尔
比维尔拉里维耶尔（法語：Biville-la-Rivière，法語發音：[bivil la ʁivjɛʁ]）是法国滨海塞纳省的一个市镇，属于迪耶普区。

## 地理
比维尔拉里维耶尔（49°46'33"N, 0°55'48"E）面积2.22 平方千米，位于法国诺曼底大区滨海塞纳省，该省份为法国北部沿海省份，其西部及北部濒大西洋英吉利海峡，东起顺时针与索姆省、瓦兹省、厄尔省和卡爾瓦多斯省接壤。
与比维尔拉里维耶尔接壤的市镇（或旧市镇、城区）包括：鲁瓦维尔、萨讷圣瑞斯特、科地区托克维尔。

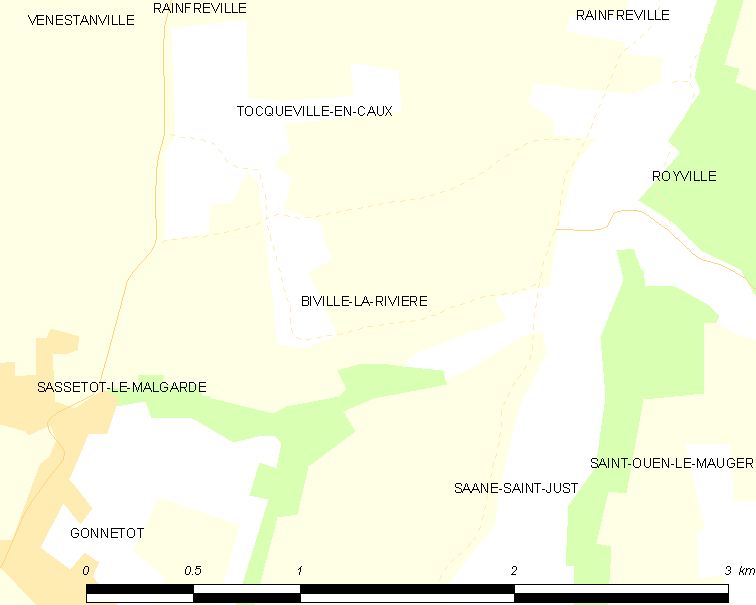
比维尔拉里维耶尔的OSM定位图

比维尔拉里维耶尔的时区为UTC+01:00、UTC+02:00（夏令时）。

## 行政
比维尔拉里维耶尔的邮政编码为76730，INSEE市镇编码为76097。

## 政治
比维尔拉里维耶尔所属的省级选区为吕讷赖县。

## 人口

1962-2008年间比维尔拉里维耶尔人口变化图示

比维尔拉里维耶尔于2022年1月1日时的人口数量为104人。